# Tatuidris tatusia
Tatuidris es un género de hormigas que solo contiene la especie Tatuidris tatusia. Se distribuyen por la zona Neotropical.